# Paromalus mancus
Paromalus mancus är en skalbaggsart som beskrevs av Thomas Casey 1893. Paromalus mancus ingår i släktet Paromalus och familjen stumpbaggar. Inga underarter finns listade i Catalogue of Life.